# 酸素欠乏危険作業者
酸素欠乏危険作業者（さんそけつぼうきけんさぎょうしゃ）とは、労働安全衛生法に基づく資格で、酸素欠乏危険作業特別教育を修了した者。

## 概要
酸素欠乏危険場所（労働安全衛生法施行令別表第6）における危険作業に係る業務を行う。
危険作業は、おおまかに「酸素欠乏症のおそれのある業務」と「硫化水素中毒のおそれのある業務」に分類され、法令上は「第一種酸素欠乏危険作業（酸欠のみのおそれ）」と「第二種酸素欠乏危険作業（酸欠・硫化水素中毒の両方のおそれ）」について規定されている。「硫化水素中毒のみ」の危険に関する規定はされていない。
「酸素欠乏」とは空気中の酸素濃度が18%未満である状態をいう。「酸素欠乏等」とは酸素欠乏又は空気中の硫化水素の濃度が10ppmを超える状態をいう。

## 受講資格
- 18歳以上
- 上位資格として酸素欠乏危険作業主任者技能講習及び酸素欠乏・硫化水素危険作業主任者技能講習があり、これらを修了した者は改めて特別教育を受ける必要はない。ただし、前者のみを受けた者は前述の第二種酸素欠乏危険作業に従事することはできない。

## 特別教育
第一種酸素欠乏危険作業に関する（酸欠部分のみの）特別教育と、第二種酸素欠乏危険作業に関する（酸欠・硫化水素両方の）特別教育の二つのコースがある。
各事業所（企業等）又は都道府県労働局長登録教習機関により行われる。告示で規定された履修時間は第一種が4時間（以上）、第二種が5時間30分（以上）となっている。

### 講習科目
第一種
1. 酸素欠乏の発生の原因
2. 酸素欠乏症の症状
3. 空気呼吸器等の使用の方法
4. 事故の場合の退避及び救急そ生の方法
5. その他酸素欠乏症の防止に関し必要な事項

第二種
1. 酸素欠乏等の発生の原因
2. 酸素欠乏症等の症状
3. 空気呼吸器等の使用の方法
4. 事故の場合の退避及び救急そ生の方法
5. その他酸素欠乏症等の防止に関し必要な事項

※一段上の資格とされる技能講習においては救急蘇生（心肺蘇生）等の実技が課されるが、特別教育は学科のみとなっている。

## 酸素欠乏等の恐れのある場所
1. 次の地層に接し、又は通ずる井戸等（井戸､井筒､たて抗､ずい道､潜函､ピットその他これらに類するものをいう｡次号において同じ｡）の内部（次号に掲げる場所を除く｡）

- 上層に不透水層がある砂れき層のうち、含水若しくは湧水がなく､又は少ない部分
- 第一鉄塩類又は第一マンガン塩類を含有している地層
- メタン､エタン又はブタンを含有する地層
- 炭酸水を湧出しており､又は湧出するおそれのある地層
- 腐泥層

1. 長期間使用されていない井戸等の内部
2. ケーブル､ガス管その他地下に敷設される物を収容するための暗きょ､マンホール又はピットの内部
3. 雨水､河川の流水又は湧水が滞留しており、又は滞留したことのある槽、暗きょ､マンホール又はピットの内部
4. 海水が滞留しており､若しくは滞留したことのある熱交換器､管､暗きょ､マンホール､溝若しくはピット（以下この号において｢熱交換器等｣という｡）又は海水を相当期間入れてあり､若しくは入れたことのある熱交換器等の内部
5. 相当期間密閉されていた鋼製のボイラー､タンク､反応塔､船倉その他その内壁が酸化されやすい施設（その内壁がステンレス鋼製のもの又はその内壁の酸化を防止するために必要な措置が講ぜられているのを除く｡）の内部
6. 石炭､亜炭､硫化鉱､鋼材､くず鉄､原木､チップ､乾性油､魚油その他空気中の酸素を吸収する物質を入れてあるタンク､船倉､ホッパーその他の貯蔵施設の内部
7. 天井､床若しくは周壁又は格納物が乾性油を含むペイントで塗装され､そのペイントが乾燥する前に密閉された地下室､倉庫､タンク､船倉その他通風が不十分な施設の内部
8. 穀物若しくは飼料の貯蔵､果菜の熟成､種子の発芽又はきのこ類の栽培のために使用しているサイロ､むろ､倉庫､船倉又はピットの内部
9. しょう油､酒類､もろみ､酵母その他発酵する物を入れてあり､又は入れたことのあるタンク､むろ又は醸造槽の内部
10. し尿､腐泥､汚水､パルプ液その他腐敗し､又は分解しやすい物質を入れてあり､又は入れたことのあるタンク､船倉､槽､管､暗きょ､マンホール､溝又はピットの内部
11. ドライアイスを使用して冷蔵､冷凍又は水セメントのあく抜きを行っている冷蔵庫､冷凍庫､保冷貨車､保冷貨物自動車､船倉又は冷凍コンテナーの内部
12. ヘリウム､アルゴン､窒素､フロン､炭酸ガスその他不活性の気体を入れてあり､又は入れたことのあるボイラー､タンク､反応塔､船倉その他の施設の内部
13. 前各号に掲げる場所のほか､厚生労働大臣が定める場所